# Вінцентій Красінський
Вінцентій Красінський гербу Сліповрон (пол. Wincenty Krasiński; 5 квітня 1782, Боремель, Луцький повіт, Волинське воєводство — 24 листопада 1858, Варшава) — граф, польський, французький та російський генерал, учасник Наполеонівських війн, батько Зигмунта Красінського.

## Біографія
Походить від Мазовія мазовецького роду, відомого з XIII століття. Його батьками були плоцький староста Ян Красінський (1756—1790) та Антоніна (до шлюбу Чацька) (1756—1834), дідичі, зокрема, Дунаївців. Брат Ізидор Красінський був бригадним генералом французької служби.
Виховували його у Лемберзі та Варшаві. 1791 року був зарахований до кавалерії Польського королівства. 1793 року підвищений до хорунжого, потім поручика. Був наполеонівським генералом, після поразки французького імператора став вірнопідданим Російської імперії.

## На французькій службі
З відкриттям в 1806 році кампанії проти російських військ на власні кошти спорядив кавалерійський ескадрон, на чолі якого брав участь у битві під Пултуськом; за відмінну поведінку в бою проведений 15 грудня в полковники.
З 15 січня 1807 перебував при штабі Наполеона і брав участь у битві під Пройсіш-Ейлау, в якій був контужений в праву ногу; за відзнаку отримав свою першу бойову нагороду — хрест ордена Почесного легіону.
6 березня 1807 призначений командиром 3-го кінно-єгерського полку, але вже 25 березня отримав посаду командира польського уланського полку французької гвардії. Своє бойове хрещення він продовжив у битві під Гайльсбергом.
На чолі польсько-французького гвардійського уланського полку брав участь в іспанській війні 1808, де цей полк прославився знаменитою атакою у битві при Сомосьєррі, а сам Красінський на вулицях Мадрида був поранений багнетом в коліно. Також Красінський брав участь у боях при Менорці, Бургосі і Бенавенте, взяття Логроньо, Вальядоліда і Леона.
У кампанії 1809 проти австрійців Красінський брав участь у боях під Еслінгом і Ваграмом, де був поранений списом в шию і шаблею в праву руку і потилицю, в Ваграмському бою командував авангардом корпусу Макдональда і взяв у полон князя Ауершперга з чотирьохтисячним загоном і 45 гарматами.
У 1810 році нагороджений польським орденом «Virtuti Militari»; 13 червня 1811 наданий графом Французької імперії, 30 червня того ж року був удостоєний ордена Почесного легіону і 16 грудня проведений в бригадні генерали.
Людина надзвичайної хоробрості (з 10 отриманих ним ран 9 нанесені холодною зброєю в рукопашному бою), він звернув на себе увагу Наполеона, який обсипав його почестями і нагородами, зробивши його камергером, а дружину його статс-дамою.
Продовжуючи командувати легко-кінним полком, Красінський пройшов з ним всю кампанію 1812 року в Росії і брав участь у всіх найголовніших боях, при цьому особливо відзначився, перебуваючи біля Наполеона, під Смоленськом, Бородіно, Червоним і в боях на Березині.
У 1813 році Красінський знову здійснив ряд бойових подвигів, борючись у цьому році під Бауценом, Дрезденом, Гохкірхеном, Лейпцигом, Фрайбургом, де був поранений списом в лівий бік і шаблею в ліву руку. За відмінності в цих боях, 18 листопада 1813 він був проведений в дивізійні генерали; 14 травня 1813 отримав польський орден св. Станіслава 1-го ступеня.
У кампанії наступного року Красінський брав участь у боях проти коаліційних військ під Брієнном, Сен-Дізьє і Арсі-сюр-Об, причому знову отримав дві рани списом в ліву руку і лівий бік.